# Stina Lykke Petersen
Stina Lykke Petersen Borg (Højby, 1986. február 9. –) Európa-bajnoki ezüstérmes dán női válogatott labdarúgó.

## Pályafutása
Højbyben kezdett futballozni, majd az Odense csapatánál 2006-ig tevékenykedett. 2007-ben Floridában, a Rollins College főiskola csapatában játszott.

### Klubcsapatban
Miután befejezte tanulmányait, visszatért hazájába és 2013-ig őrizte a Brøndby IF kapuját. Ekkor csapott le rá a német Bundesligában érdekelt FCR 2001 Duisburg. Habár klubja nehéz időszakon esett keresztül, 11 mérkőzésen bizonyította rátermettségét.
2015-ben az 1. FC Kölnhöz szerződött, de egy szezon után visszatért nevelő egyesületébe.
A svéd Kristianstads DFF 2016-ban vette át játékjogát.
Pályafutását a KoldingQ csapatában fejezte be.

### A válogatottban
Lykke Petersen már a 2005-ös Európa-bajnokságon is a dán keret tagja volt, azonban pályára nem léphetett.
2013-ban egészen az elődöntőig menetelt csapatával a Svédországban rendezett kontinensviadalon, és a svédek elleni csoportmérkőzésen Lotta Schelin és Kosovare Asllani büntetőit is hárította. A negyeddöntőben a franciák elleni tizenegyespárbajban Louisa Nécib lövését védte. Az elődöntőben azonban Norvégiával szemben alulmaradtak.
A 2017-es Európa-bajnokságon ezüstérmet szerzett Dániával.

## Sikerei, díjai

### Klubcsapatokban
Dán bajnok (3):
- Brøndby IF (3): 2010-11, 2011-12, 2012-13

 Dán kupagyőztes (5):
- Brøndby IF (4): 2009-10, 2010-11, 2011-12, 2012-13
- Odense Q (1): 2005-06

### A válogatottban
Dánia
- Európa-bajnoki ezüstérmes: 2017